# Pedro Martins Alcoforado
Pedro Martins Alcoforado (1195 -?) foi um nobre do Reino de Portugal, Senhor da Domus Fortis denominada Torre de Alcoforado localizada na freguesia de Lordelo, no antigo Bispado do Porto. Foi senhor por herança da casa de seu pai.

## Relações familiares
Foi filho de Martim Pires de Aguiar e de Marinha Gonçalves de Sousa. Casou com Teresa Soares de Paiva (c. 1195 -?), filha de Soeiro Mouro, de quem teve:
1. Afonso Pires Alcoforado casou com Aldara Gomes Frade,
2. Vasco Pires,
3. João Pires Tenro casou com Alda Martins Botelho,
4. Teresa Pires Alcoforado (1220 -?) casou com Rui Fafes.